# Alberico Albricci
Alberico Giuseppe Albricci (Gallarate, 6 dicembre 1864 – Roma, 2 aprile 1936) è stato un generale e politico italiano, ricordato soprattutto in qualità di comandante del contingente di spedizione italiano, costituito dal II Corpo d'armata, sul fronte occidentale della prima guerra mondiale. Dopo la fine della guerra ricoprì la carica di ministro della guerra del Regno d'Italia durante il governo Nitti.

## Biografia
Intrapresa la carriera militare fin da giovane, divenne sottotenente di artiglieria nel 1886 e tenente nel 1888, grado con il quale partecipò alla guerra d'Eritrea. Venne quindi promosso capitano nel 1897, maggiore nel 1907 e tenente colonnello nel 1912. Nel 1908, al comando di un battaglione, aveva prestato opera di soccorso in occasione del terremoto calabro-siculo; nel 1910 era stato nominato aiutante di campo onorario del re Vittorio Emanuele III, che il 28 aprile 1913, gli conferì il titolo di conte.

### La prima guerra mondiale
Con lo scoppio della prima guerra mondiale, Albricci, che dal 1909 faceva parte del comando del Corpo di stato maggiore dell'esercito, diresse fino al 1916 l'Ufficio situazione e operazioni di guerra, presso il Comando supremo. Dopo aver retto per un breve periodo il comando della Brigata "Basilicata" venne nominato, nel marzo dello stesso anno, capo di stato maggiore della 1ª Armata, contribuendo al successo difensivo durante l'attacco austriaco nella battaglia degli Altipiani, dove guadagna la Croce di ufficiale dell'Ordine militare di Savoia. Nel 1917 venne messo al comando della 5ª Divisione di fanteria sul fronte dell'Adamello, con l'obiettivo di conquistare il Corno di Cavento. Successivamente venne promosso comandante del II Corpo d'armata nella 5ª Armata di riserva, che successivamente passò alle dipendenze della 2ª Armata sul fronte isontino. Nei giorni di Caporetto l'armata fu investita dall'offensiva austro-tedesca e il II Corpo costretto a ripiegare dal Monte Santo al Montello, cercando di rallentare l'avanzata delle truppe austro-tedesche e attestandosi oltre il Piave. Nell'occasione Albricci venne decorato con la medaglia d'argento al valore.
Dopo lo sfondamento di Caporetto, si andò delineando la necessità tra i comandi italiani di "restituire il favore" agli alleati, che durante le settimane critiche di assestamento e resistenza lungo le rive del Piave, fornirono alle forze italiane cospicui rinforzi in truppe e artiglierie. Nel marzo 1918 venne quindi deciso dall'alto comando di inviare sul fronte occidentale un contingente di spedizione interamente italiano, e la scelta cadde sul II Corpo di Albricci, composto dalla 3ª e dall'8ª Divisione, comandate rispettivamente dai generali Vittorio Pittaluga e Giovanni Beruto, due squadroni di cavalleggeri di Lodi e dal 2º Reparto Arditi del maggiore Guasco, per un totale di oltre 25 000 uomini. Il 18 aprile iniziarono quindi le complesse operazioni di trasporto dell'unità, che si conclusero con l'arrivo in Francia degli ultimi reparti il 27 aprile 1918.

#### Il fronte occidentale
Il Corpo venne subito inquadrato nella 5ª Armata francese del generale Henri Mathias Berthelot e inviato in linea a ovest di Verdun, per presidiare dodici chilometri della profonda insaccatura formatasi nella linea francese tra Reims e Soissons e avente come vertice il villaggio di Château-Thierry. Albricci schierò quindi le sue truppe tra le località di Avocourt e Boureilles, che includevano il settore di Bligny, un'altura di 197 metri che sbarrava la valle del fiume Ardre, la via più rapida per Épernay. Lo schieramento venne completato il 19 giugno, proprio con l'approssimarsi della ripresa dell'offensiva tedesca, contro la quale Albricci emanò un piano di difesa incentrato nel contrastare il più efficacemente possibile la tattica di infiltrazione adottata dall'esercito tedesco durante le offensive di primavera.
La linea difensiva italiana fu costituita da una prima linea organizzata su piccoli capisaldi disposti a scacchiera, dietro la quale era stata allestita una linea intermedia tra il Bois Parqui, Grand Savard, Onrenzy, Bois de Commétreuil e il villaggio di Riermont, e infine una linea da difendere a oltranza disposta lungo il Bois de Vrigny, la collina di Bligny, la parte occidentale del Bois de Eclisses (considerato il caposaldo di fondamentale importanza, da difendere fino all'ultimo uomo), il Bois de Courton e il villaggio di Champlat.

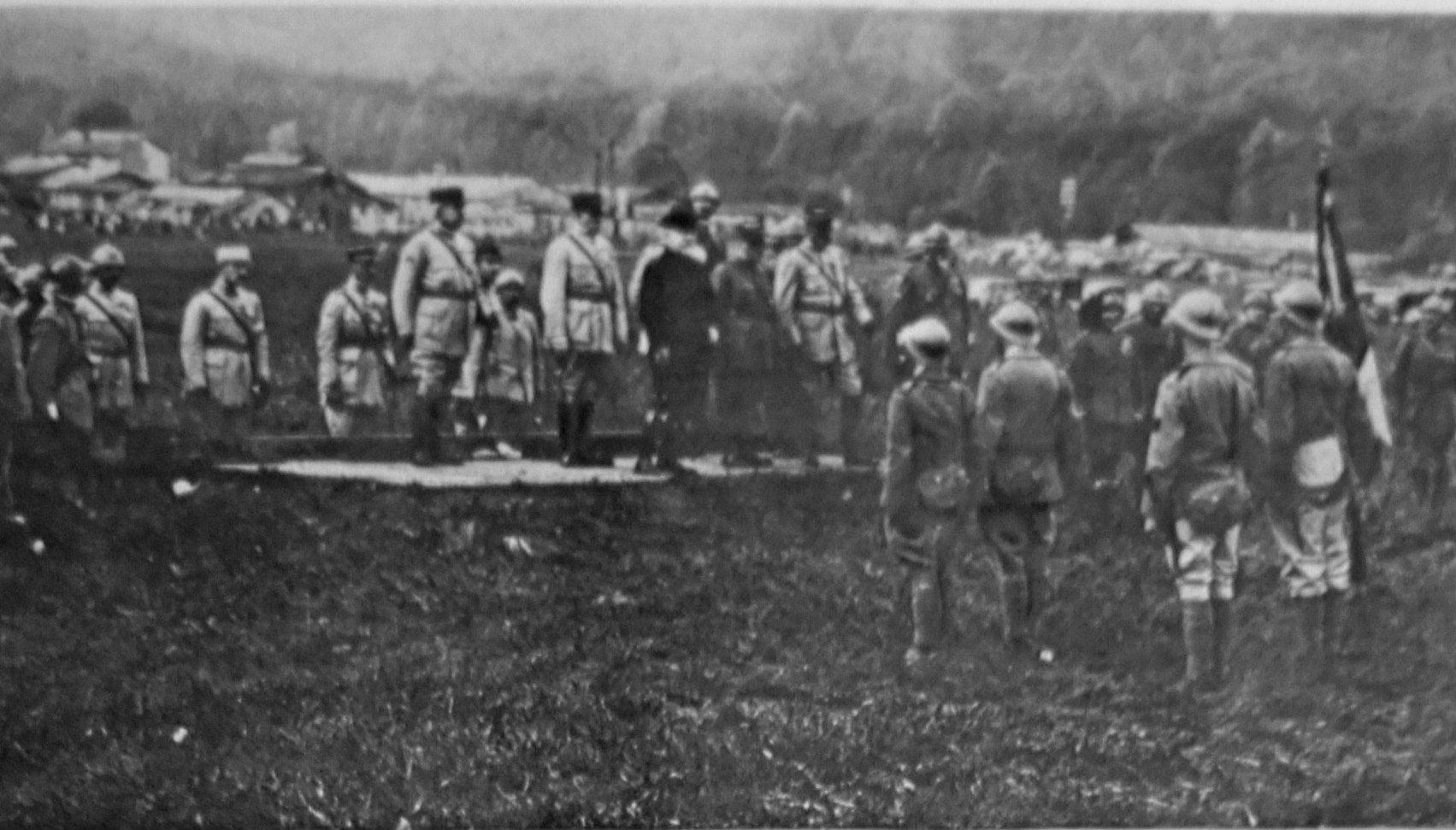
I reparti del II Corpo d'armata sfilano davanti al generale Albricci ed al Presidente della Repubblica francese Poincaré

Quello stesso mese Albricci fu promosso a tenente generale e nei primi di luglio dovette far valere le proprie capacità di comando durante i primi scontri nell'altura di Bligny. Il 15 luglio infatti i tedeschi sferrarono la loro ultima offensiva, concentrandosi in particolare da ovest verso est sul lato occidentale del saliente fra Vrigny e Jaulgonne, dove investirono il contingente italiano e il V Corpo d'armata francese, assumendo caratteristiche ancor più violente sul fronte dell'8ª Divisione che occupava il settore sulla riva sinistra dell'Ardre. Dopo un pesante bombardamento preparatorio notturno i tedeschi riuscirono a infiltrarsi tra il Bois des Eclisses e il Bois de Courton, aggirando il primo e costringendo l'8ª Divisione ad arretrare su Marfaux e dietro Bois de Courton, mentre nel Bois de Eclisses rimase un battaglione del 20º Reggimento della Brigata "Brescia" ed un battaglione francese. Fedeli all'ordine di Philippe Pétain di resistere fino all'ultimo uomo, i reparti italo-francesi sul Bois de Eclisses ormai ridotti ad un drappello di uomini ripiegarono su Marfaux da dove continuarono la lotta per sbarrare la strada verso Courtagnon. Nel frattempo la 3ª Divisione sul lato destro dell'Ardre occupò il Bois du Petit Champ saldandosi alla sua sinistra con la linea tenuta dalla 12ª Divisione francese.
I tedeschi vennero così efficacemente contrastati, anche grazie all'azione degli Arditi e del 10º Reggimento d'artiglieria che protesse il ripiegamento delle fanterie. Nonostante le difficoltà i tedeschi riuscirono a raggiungere Nappes e il bosco di Courton dove la 40ª Divisione francese si era dovuta ritirare; Albricci mandò quindi il contrattacco di due battaglioni di riserva, ordinando alla 3ª Divisione di mantenere il collegamento con i reparti francesi ad ogni costo. Gli attacchi tedeschi si susseguirono con enorme intensità; la posizione di Vrigny difesa dalla Brigata "Salerno" resistette mentre quella del Petit Champ, difesa da due battaglioni della "Napoli", dovette cedere all'assalto di forze cinque volte superiori, assieme al grosso dell'8ª Divisione che venne investita da un nuovo attacco tedesco e dovette arretrare dietro la 12ª Divisione. Il 16 però l'intensità dell'attacco tedesco diminuì e Albricci intuendo la situazione mandò all'attacco tre battaglioni della Brigata "Alpi", il 2º Reparto Arditi e due reggimenti francesi, che riuscirono a far indietreggiare gli esausti tedeschi oltre Saint-Euphraise-et-Clairizet. A questo punto il generale italiano chiese e ottenne da Berthelot l'intera 14ª Divisione francese che venne utilizzata per ripristinare la linea di difesa, e il 17 Albricci ordinò un massiccio contrattacco su tutto il suo settore. Il 17 luglio la 3ª Divisione mosse dalle sue posizioni verso il villaggio di Saint-Euphraise-et-Clairizet, rioccupando le trincee del Bois du Petit Champ e proseguendo fino a riaffacciarsi sulla cresta dell'altura di Bligny. Il 21 l'offensiva tedesca venne sospesa e Erich Ludendorff ordinò alle truppe che avevano oltrepassato la Marna di ripiegare facendo perno nel settore della valle dell'Ardre, dove gli italiani continuarono a combattere fino al 24.
Le perdite italiane in quei giorni furono altissime, oltre novemila uomini di cui circa la metà rimase sul terreno; ossia un terzo delle forze totali impiegate. La municipalità di Épernay offrì come omaggio e riconoscimento una bandiera a ciascuna unità partecipante alla stoica difesa, e Albricci ottenne la nomina di «Défenseur» della città.
Nel mese di agosto il II Corpo venne rinforzato da circa 22 000 uomini e trasferito prima nelle Argonne, e quindi nuovamente al servizio della 5ª Armata dove Albricci schierò le sue unità sul fiume Aisne ad oriente di Soissons, per partecipare all'offensiva contro il saliente di Laon. Gli Alleati iniziarono gli attacchi il 26 dello stesso mese ed il II Corpo vi prenderà parte inquadrato successivamente nelle armate francesi 5ª, 10ª e 3ª. Ai primi di ottobre gli italiani iniziarono i movimenti in avanti, con l'obiettivo di impadronirsi delle posizioni sullo Chemin des Dames, che venne conquistato dalle truppe di Albricci, che avanzarono proseguendo fino a l'Ailette e alle paludi di Sissonne, che raggiunsero il 14 ottobre. Il 4 novembre, giorno che segnò la fine delle ostilità per l'Italia, il II Corpo fu nuovamente impegnato nell'inesorabile inseguimento delle truppe tedesche in ripiegamento che caratterizzò le ultime fasi della guerra sul fronte occidentale, e l'11 novembre la corsa delle truppe di Albricci terminò sulla Mosa, dove venne issata la bandiera italiana nel momento della cessazione delle ostilità.

### Carriera politica
Finita la guerra, su suggerimento del comandante in capo dell'esercito Armando Diaz, Albricci fu nominato da Francesco Saverio Nitti (al suo primo incarico di Presidente del Consiglio), Ministro della guerra, incarico che mantenne dal 24 giugno 1919 al 13 marzo 1920.
Nel luglio 1919 fu nominato Senatore del Regno. Collaborò in quella che fu chiamata la "smobilitazione del paese", inviando in congedo circa 60 000 ufficiali (oltre la metà di quelli allora in servizio) e prendendo parte alla compilazione del decreto relativo alla cosiddetta amnistia ai disertori, che egli volle, in accordo con Diaz, più morbida rispetto a quanto proposto dal Ministro della Giustizia. Albricci inoltre propose e fece approvare (con Regio decreto-legge del 21 nov. 1919) un nuovo ordinamento dell'esercito, con il quale, attraverso la diminuzione della forza bilanciata e la riduzione della ferma, si mirava a raggiungere un soddisfacente grado di snellimento nell'organizzazione e nei servizi. Questo ordinamento, però, non ebbe attuazione completa e, a pochi mesi di distanza dalla sua approvazione, fu sostituito dall'ordinamento che prende il nome dal ministro Ivanoe Bonomi.
A seguito di ciò Albricci si dimise nel 1920 dall'incarico di ministro ritirandosi a vita privata, durante la quale raggiunse, sempre durante la sua permanenza nelle forze armate, il grado di comandante designato d'armata nel 1927. Nel 1932, collocato in ausiliaria per età, fu nominato Ministro di Stato e, nel 1934, membro del consiglio dell'Ordine militare di Savoia. Morì a Roma il 2 aprile 1936. La sua tomba si trova nel mausoleo Faccanoni a Sarnico sul lago d'Iseo.